# 男子第55回・女子第50回全日本学生バスケットボール選手権記念大会
男子第55回・女子第50回 全日本学生バスケットボール選手権記念大会（だんしだい55かい・じょしだい50かい ぜんにほんがくせいバスケットボールせんしゅけんきねんたいかい）は、2003年12月8日から14日まで7日間にわたって国立代々木競技場第一・第二体育館などで行われた全日本学生バスケットボール選手権大会。
出場校を4ブロックに分けて予選を行い各ブロックを勝ち上がった4チームによる総当たりの決勝リーグで優勝チームを決める従来の方式は今大会をもって終了となり翌年の大会からは完全なるトーナメント制へと方式が改められた。

## 日程
- 12月8日 - 男女1回戦
- 12月9日 - 男女2回戦
- 12月10日 - 男女3回戦
- 12月11日 - 男女4回戦
- 12月12日 - 男女5～8位決定戦・男女決勝リーグ
- 12月13日 - 男女順位決定戦・男女決勝リーグ
- 12月14日 - 男女決勝リーグ・閉会式

## 会場
- 代々木第二体育館
- 代々木第一体育館
- 駒沢体育館

## 出場校

### 男子
北海道・東北
- 北海道1位 札幌大学（18年連続31回目）
- 北海道2位 酪農学園大学（4年連続4回目）
- 北海道3位 北海道教育大学岩見沢校（初出場）
- 東北1位 東北学院大学（10年連続41回目）
- 東北2位 秋田経済法科大学（4年連続17回目）
- 東北3位 仙台大学（7年連続9回目）
- 東北4位 岩手大学（32年ぶり8回目）

関東
- 関東1位 専修大学（19年連続38回目）
- 関東2位 日本体育大学（47年連続47回目）
- 関東3位 大東文化大学（8年連続13回目）
- 関東4位 日本大学（52年連続52回目）
- 関東5位 早稲田大学（4年連続48回目）
- 関東6位 筑波大学（55年連続55回目）
- 関東7位 法政大学（4年連続43回目）
- 関東8位 慶應義塾大学（6年連続47回目）
- 関東9位 中央大学（27年連続48回目）
- 関東10位 東海大学（4年連続11回目）
- 関東11位 青山学院大学（21年連続27回目）
- 関東12位 順天堂大学（22年連続25回目）
- 関東13位 拓殖大学（33年連続33回目）
- 関東14位 明治大学（10年連続50回目）
- 関東15位 駒澤大学（3年連続7回目）
- 関東16位 関東学院大学（2年連続11回目）
- 関東17位 国士舘大学（4年連続14回目）
- 関東18位 國學院大学（4年連続5回目）
- 関東19位 神奈川大学（3年ぶり2回目）
- 関東20位 東京経済大学（27年ぶり2回目）

北信越・東海
- 北信越1位 新潟経営大学（2年連続2回目）
- 北信越2位 金沢工業大学（4年連続17回目）
- 北信越3位 新潟工業短期大学（4年ぶり4回目）
- 東海1位 愛知学泉大学（16年連続16回目）
- 東海2位 中京大学（9年連続42回目）
- 東海3位 常葉学園大学（4年連続4回目）
- 東海4位 愛知大学（2年ぶり16回目）

近畿
- 関西1位 近畿大学（25年連続43回目）
- 関西2位 京都産業大学（33年連続33回目）
- 関西3位 甲南大学（2年連続19回目）
- 関西4位 関西学院大学（2年ぶり29回目）
- 関西5位 天理大学（2年ぶり11回目）
- 関西6位 大阪産業大学（3年連続3回目）

中国・四国
- 中国1位 徳山大学（初出場）
- 中国2位 広島大学（2年ぶり15回目）
- 中国3位 広島修道大学（10年ぶり2回目）
- 四国1位 松山大学（12年ぶり21回目）

九州
- 九州1位 九州産業大学（6年連続31回目）
- 九州2位 福岡大学（2年ぶり43回目）
- 九州3位 鹿屋体育大学（7年連続12回目）
- 九州4位 九州国際大学（4年連続9回目）

### 女子
北海道・東北
- 北海道1位 北海道浅井学園大学（4年連続29回目）
- 北海道2位 札幌大学（4年連続16回目）
- 北海道3位 北海道教育大学札幌（3年ぶり8回目）
- 東北1位 東北学院大学（15年連続22回目）
- 東北2位 仙台大学（6年連続9回目）
- 東北3位 富士大学（3年連続3回目）
- 東北4位 福島大学（3年連続8回目）

関東
- 関東1位 専修大学（20年連続20回目）
- 関東2位 日本体育大学（49年連続49回目）
- 関東3位 拓殖大学（3年連続4回目）
- 関東4位 松蔭女子大学（2年連続2回目）
- 関東5位 筑波大学（49年連続49回目）
- 関東6位 東京女子体育大学（16年連続31回目）
- 関東7位 早稲田大学（13年連続15回目）
- 関東8位 日本女子体育大学（49年連続49回目）
- 関東9位 東京学芸大学（4年連続30回目）
- 関東10位 白鷗大学（8年連続8回目）
- 関東11位 青山学院大学（19年連続40回目）
- 関東12位 法政大学（3年連続3回目）
- 関東13位 玉川大学（4年連続4回目）
- 関東14位 杉野服飾大学（4年連続42回目）
- 関東15位 埼玉大学（2年ぶり10回目）
- 関東16位 順天堂大学（3年ぶり3回目）
- 関東17位 大東文化大学（初出場）

北信越
- 北信越1位 信州大学（6年連続16回目）
- 北信越2位 長野経済短期大学（2年連続7回目）

東海
- 東海1位 愛知学泉大学（23年連続46回目）
- 東海2位 桜花学園大学（7年連続9回目）
- 東海3位 中京大学（3年ぶり20回目）
- 東海4位 静岡大学（4年連続8回目）

近畿
- 関西1位 大阪人間科学大学（27年連続27回目）
- 関西2位 武庫川女子大学（19年連続38回目）
- 関西3位 大阪体育大学（34年連続34回目）
- 関西4位 立命館大学（9年連続9回目）
- 関西5位 関西外国語大学（8年連続9回目）
- 関西6位 天理大学（3年連続28回目）
- 関西7位 園田学園女子大学（6年連続19回目）
- 関西8位 奈良文化女子短期大学（2年ぶり4回目）
- 関西9位 関西学院大学（初出場）

中国・四国
- 中国1位 広島大学（9年連続25回目）
- 中国2位 徳山大学（12年連続13回目）
- 中国3位 島根大学（3年連続12回目）
- 四国1位 高知大学（4年ぶり14回目）
- 四国2位 聖カタリナ女子大学（4年連続10回目）

九州
- 九州1位 鹿屋体育大学（11年連続16回目）
- 九州2位 福岡教育大学（10年連続24回目）
- 九州3位 西南女学院大学（2年連続2回目）
- 九州4位 沖縄国際大学（2年連続5回目）

## 試合結果
- Y2…代々木第二体育館
- Y1…代々木第一体育館（A・B・C・D）
- K…駒沢体育館

### 男子
1回戦
| 日時     | Y2                           | Y1A                           | Y1B                               |
| -------- | ---------------------------- | ----------------------------- | --------------------------------- |
| 8日10:00 | ー                           | 秋田経済法科大 78 - 88 明治大 | ー                                |
| 8日11:40 | ー                           | 天理大 88 - 60 東京経済大     | 九州国際大 75 - 92 常葉学園大     |
| 8日13:20 | ー                           | 松山大 67 - 137 九州産業大    | 新潟工業短大 97 - 72 國學院大     |
| 8日15:00 | 金沢工業大 74 - 53 福岡大    | 酪農学園大 81 - 76 徳山大     | 青山学院大 123 - 76 広島大        |
| 8日16:40 | 順天堂大 123 - 83 広島修道大 | 愛知大 42 - 97 拓殖大         | 北海道教育大岩見沢 77 - 92 岩手大 |
| 8日18:20 | 関西学院大 64 - 66 国士舘大  | 札幌大 76 - 84 大阪産業大     | 鹿屋体育大 69 - 91 関東学院大     |
| 8日20:00 | ー                           | 駒澤大 95 - 82 仙台大         | 神奈川大 62 - 58 新潟経営大       |

2回戦
| 日時     | Y2                             | Y1A                            | Y1B                          |
| -------- | ------------------------------ | ------------------------------ | ---------------------------- |
| 9日10:00 | ー                             | 中央大 78 - 97 明治大          | ー                           |
| 9日11:40 | ー                             | 京都産業大 59 - 61 天理大      | 常葉学園大 72 - 91 中京大    |
| 9日13:20 | ー                             | 慶應義塾大 104 - 75 九州産業大 | 新潟工業短大 46 - 104 東海大 |
| 9日15:00 | 大東文化大 106 - 75 金沢工業大 | 愛知学泉大 101 - 60 酪農学園大 | 青山学院大 99 - 89 甲南大    |
| 9日16:40 | 順天堂大 87 - 112 日本体育大   | 拓殖大 71 - 67 東北学院大      | 岩手大 64 - 89 近畿大        |
| 9日18:20 | 専修大 93 - 47 国士舘大        | 大阪産業大 76 - 99 筑波大      | 法政大 105 - 69 関東学院大   |
| 9日20:00 | ー                             | 駒澤大 65 - 111 日本大         | 早稲田大 97 - 64 神奈川大    |

3回戦
| 日時      | Y2                            | Y1A                           | Y1B                           |
| --------- | ----------------------------- | ----------------------------- | ----------------------------- |
| 10日14:00 | ー                            | 明治大 70 - 89 拓殖大         | 法政大 89 - 61 中京大         |
| 10日15:40 | ー                            | 早稲田大 78 - 87 東海大（OT） | 天理大 59 - 94 筑波大         |
| 10日16:20 | 愛知学泉大 58 - 61 日本体育大 | ー                            | ー                            |
| 10日17:20 | ー                            | 慶應義塾大 76 - 96 日本大     | 大東文化大 82 - 78 青山学院大 |
| 10日18:00 | 専修大 63 - 47 近畿大         | ー                            | ー                            |

4回戦
| 日時      | Y2                        | Y1A                       |
| --------- | ------------------------- | ------------------------- |
| 11日15:00 | ー                        | 東海大 71 - 83 日本大     |
| 11日16:20 | 法政大 94 - 87 日本体育大 | ー                        |
| 11日16:40 | ー                        | 大東文化大 98 - 59 筑波大 |
| 11日18:00 | 専修大 82 - 84 拓殖大     | ー                        |

5～8位決定戦
| 日時      | Y1A                       |
| --------- | ------------------------- |
| 12日15:00 | 筑波大 80 - 79 日本体育大 |
| 12日16:40 | 東海大 74 - 65 専修大     |

7位決定戦
| 日時      | K                          |
| --------- | -------------------------- |
| 13日16:20 | 日本体育大 88 - 112 専修大 |

5位決定戦
| 日時      | K                     |
| --------- | --------------------- |
| 13日18:00 | 筑波大 92 - 95 東海大 |

決勝リーグ
| 順位 | チーム     | 日本大  | 大東文化大 | 拓殖大  | 法政大  | 勝敗   | 得点 | 失点 | 差  | 勝点 |
| ---- | ---------- | ------- | ---------- | ------- | ------- | ------ | ---- | ---- | --- | ---- |
| 1    | 日本大     | -       | ○ 90-82    | ○ 93-87 | ● 79-80 | 2勝1敗 | 262  | 249  | +13 | 5    |
| 2    | 大東文化大 | ● 82-90 | -          | ○ 84-79 | ○ 79-65 | 2勝1敗 | 245  | 234  | +11 | 5    |
| 3    | 拓殖大     | ● 87-93 | ● 79-84    | -       | ◯ 94-91 | 1勝2敗 | 260  | 268  | -8  | 4    |
| 4    | 法政大     | ◯ 80-79 | ● 65-79    | ● 91-94 | -       | 1勝2敗 | 236  | 252  | -16 | 4    |

### 女子
1回戦
| 日時     | Y2                              | Y1C                                 | Y1D                                   |
| -------- | ------------------------------- | ----------------------------------- | ------------------------------------- |
| 8日10:00 | 沖縄国際大 67 - 64 福島大（OT） | 東京学芸大 91 - 66 北海道浅井学園大 | ー                                    |
| 8日11:40 | 順天堂大 108 - 94 長野経済短大  | 桜花学園大 64 - 54 埼玉大           | 高知大 53 - 83 中京大                 |
| 8日13:20 | 関西学院大 56 - 66 信州大       | 徳山大 65 - 82 玉川大               | 白鷗大 105 - 53 奈良文化女子短大      |
| 8日15:00 | ー                              | 広島大 74 - 51 札幌大               | 杉野服飾大 59 - 88 静岡大             |
| 8日16:40 | ー                              | 園田学園女子大 44 - 78 仙台大       | 西南女学院大 88 - 72 大東文化大       |
| 8日18:20 | ー                              | 北海道教育大札幌 57 - 110 富士大    | 島根大 62 - 74 法政大                 |
| 8日20:00 | ー                              | 天理大 62 - 55 青山学院大           | 聖カタリナ女子大 51 - 79 関西外国語大 |

2回戦
| 日時     | Y2                               | Y1C                               | Y1D                             |
| -------- | -------------------------------- | --------------------------------- | ------------------------------- |
| 9日10:00 | 日本体育大 80 - 33 沖縄国際大    | 立命館大 64 - 66 東京学芸大       | ー                              |
| 9日11:40 | 順天堂大 56 - 104 大阪人間科学大 | 東京女子体育大 58 - 74 桜花学園大 | 中京大 50 - 88 大阪体育大       |
| 9日13:20 | 専修大 85 - 60 信州大            | 仙台大 77 - 78 東北学院大         | 白鷗大 75 - 92 鹿屋体育大       |
| 9日15:00 | ー                               | 早稲田大 71 - 54 富士大           | 静岡大 54 - 62 日本女子体育大   |
| 9日16:40 | ー                               | 福岡教育大 63 - 51 玉川大         | 西南女学院大 65 - 88 筑波大     |
| 9日18:20 | ー                               | 広島大 71 - 78 拓殖大             | 松蔭女子大 105 - 71 法政大      |
| 9日20:00 | ー                               | 天理大 51 - 60 武庫川女子大       | 愛知学泉大 68 - 56 関西外国語大 |

3回戦
| 日時      | Y2                              | Y1C                             | Y1D                               |
| --------- | ------------------------------- | ------------------------------- | --------------------------------- |
| 10日13:00 | 早稲田大 52 - 81 大阪人間科学大 | ー                              | ー                                |
| 10日14:00 | ー                              | 愛知学泉大 71 - 76 鹿屋体育大   | 松蔭女子大 70 - 80 大阪体育大     |
| 10日14:40 | 専修大 73 - 55 筑波大           | ー                              | ー                                |
| 10日15:40 | ー                              | 東京学芸大 77 - 61 東北学院大   | 桜花学園大 70 - 64 拓殖大         |
| 10日17:20 | ー                              | 福岡教育大 61 - 80 武庫川女子大 | 日本体育大 86 - 38 日本女子体育大 |

4回戦
| 日時      | Y2                                      | Y1C                                   |
| --------- | --------------------------------------- | ------------------------------------- |
| 11日13:00 | 大阪体育大 48 - 52 大阪人間科学大（OT） | ー                                    |
| 11日14:40 | 専修大 74 - 51 東京学芸大               | ー                                    |
| 11日15:00 | ー                                      | 鹿屋体育大 75 - 67 武庫川女子大（OT） |
| 11日16:40 | ー                                      | 日本体育大 92 - 64 桜花学園大         |

5～8位決定戦
| 日時      | Y1C                                   |
| --------- | ------------------------------------- |
| 12日15:00 | 東京学芸大 61 - 72 大阪体育大         |
| 12日16:40 | 武庫川女子大 62 - 64 桜花学園大（OT） |

7位決定戦
| 日時      | K                               |
| --------- | ------------------------------- |
| 13日13:00 | 東京学芸大 63 - 65 武庫川女子大 |

5位決定戦
| 日時      | K                             |
| --------- | ----------------------------- |
| 13日14:40 | 大阪体育大 65 - 67 桜花学園大 |

決勝リーグ
| 順位 | チーム         | 日本体育大 | 専修大        | 大阪人間科学大 | 鹿屋体育大 | 勝敗   | 得点 | 失点 | 差  | 勝点 |
| ---- | -------------- | ---------- | ------------- | -------------- | ---------- | ------ | ---- | ---- | --- | ---- |
| 1    | 日本体育大     | -          | ○ 79-66       | ○ 71-51        | ◯ 89-63    | 3勝    | 239  | 180  | +59 | 6    |
| 2    | 専修大         | ● 66-79    | -             | ○ 60-56（OT）  | ○ 89-61    | 2勝1敗 | 215  | 196  | +19 | 5    |
| 3    | 大阪人間科学大 | ● 51-71    | ● 56-60（OT） | -              | ◯ 72-60    | 1勝2敗 | 179  | 191  | -12 | 4    |
| 4    | 鹿屋体育大     | ● 63-89    | ● 61-89       | ● 60-72        | -          | 3敗    | 184  | 250  | -76 | 3    |

## 順位
| 順位   | 男子         | 男子          | 女子             | 女子          |
| 順位   | 大学名       | 備考          | 大学名           | 備考          |
| ------ | ------------ | ------------- | ---------------- | ------------- |
| 優勝   | 日本大学     | 8年ぶり11回目 | 日本体育大学     | 3年連続18回目 |
| 準優勝 | 大東文化大学 |               | 専修大学         |               |
| 3位    | 拓殖大学     |               | 大阪人間科学大学 |               |
| 4位    | 法政大学     |               | 鹿屋体育大学     |               |
| 5位    | 東海大学     |               | 桜花学園大学     |               |
| 6位    | 筑波大学     |               | 大阪体育大学     |               |
| 7位    | 専修大学     |               | 武庫川女子大学   |               |
| 8位    | 日本体育大学 |               | 東京学芸大学     |               |

## 表彰
| タイトル       | 男子     | 男子              | 男子                       | 女子       | 女子                  | 女子                        |
| タイトル       | 選手名   | 所属              | 備考                       | 選手名     | 所属                  | 備考                        |
| -------------- | -------- | ----------------- | -------------------------- | ---------- | --------------------- | --------------------------- |
| 得点王         | 山田大治 | 日本大№5、4年     | 87点                       | 永石春奈   | 鹿屋体育大№7、2年     | 74点                        |
| 3P王           | 西塔佳郎 | 大東文化大№6、3年 | 9本                        | 葛西亜希子 | 日本体育大№6、4年     | 14本                        |
| リバウンド王   | 山田大治 | 日本大№5、4年     | OFF6REB DEF24REB 合計30REB | 玉城昌子   | 日本体育大№15、4年    | OFF19REB DEF29REB 合計48REB |
| アシスト王     | 澤岻直人 | 法政大№4、4年     | 12本                       | 野田裕子   | 日本体育大№9、2年     | 14本                        |
| ディフェンス王 | 伊藤拓郎 | 拓殖大№12、2年    |                            | 長南真由美 | 専修大№10、3年        |                             |
| 優秀選手       | 中村裕紀 | 日本大№7、4年     |                            | 玉城昌子   | 日本体育大№15、4年    |                             |
| 優秀選手       | 宮永雄太 | 大東文化大№5、4年 |                            | 川村良子   | 専修大№8、3年         |                             |
| 優秀選手       | 伊藤拓郎 | 拓殖大№12、2年    |                            | 橋本和子   | 大阪人間科学大№6、2年 |                             |
| 優秀選手       | 澤岻直人 | 法政大№4、4年     |                            | 永石春奈   | 鹿屋体育大№7、2年     |                             |
| MIP            | 澤岻直人 | 法政大№4、4年     |                            | 長南真由美 | 専修大№10、3年        |                             |
| 敢闘賞         | 勝又穣次 | 大東文化大№4、4年 |                            | 長南真由美 | 専修大№10、3年        |                             |
| MVP            | 山田大治 | 日本大№5、4年     |                            | 今美春     | 日本体育大№4、4年     |                             |